# ノー・エスケープ 自由への国境
『ノー・エスケープ 自由への国境』（原題:Desierto）は2015年に公開された仏墨合作のスリラー映画である。監督はホナス・キュアロン、主演はガエル・ガルシア・ベルナルが務めた。

## ストーリー
メキシコ人の一団がトラックで米墨国境を目指していた。彼らはより良い暮らしを求めてアメリカに密入国しようとしていたのである。道中、トラックが故障したため、一行は徒歩で国境を目指すことにした。一行は何とか国境を越えることに成功したが、ほどなくして何者か（サム）の襲撃を受けることになった。ライフルを持ったサムと猟犬に対して、丸腰の一行は為す術もなかった。辛うじて生き残ったのはモイセスとアデラの2人であった。皆殺しに失敗したサムは2人を追い続けることにした。
しばらくして、モイセスとアデラは休憩を取ることにした。アデラは「殺された人たちの中に、両親が私の護衛のために雇った男がいた。彼は度々ちょっかいを出してきたが、こんな死に方をして欲しくなかった」と悔やんだ。それを聞いたモイセスも自分について語り始め、「自分はかつてアメリカへ行ったことがあり、そのときにできた家族がオークランドで俺の帰りを待っている。息子の宝物を預かっているので、何としてでも生き延びなければならない」と言った。その頃、サムも休息を取っていた。サムは猟犬に向かって「昔、俺は確かにこの砂漠が好きだった。ところが、今じゃ暑さに耐えられない。別の場所へ行きたい」と呟くのだった。
翌朝、モイセスとアデラはサムのトラックの盗むことに成功した。モイセスの息子の宝物である喋るテディベアを使って、サムと猟犬の注意を逸らし、その隙に盗み出したのである。2人は「これで難を逃れることができた」と思ったが、サムの撃った弾丸がアデラの方に命中した。それに気を取られたばかりに、モイセスは運転をミスしてトラックをダメにしてしまった。やむなく、2人は再度徒歩で逃げ回ることにした。負傷したアデラを連れて逃げることは不可能と判断したモイセスは、トラックにあった信号銃を片手に一か八かサムと闘うことにした。猟犬を上手く引きつけた後、モイセスは猟犬の口に向かって信号銃を発射した。瀕死の猟犬の姿を見たサムは「何としてでもあの男を殺してやる」と怒り狂うのだった。
モイセスは岩の上からサムを奇襲し、そのまま坂の下へと転落した。モイセスは軽傷で済んだが、サムは重傷を負った。モイセスはサムにとどめを刺そうとしたが、敢えて酷暑の砂漠に放置することにした。その後、モイセスは意識を失ったアデラを担いで移動し、高速道路へと辿り着くのだった。

## キャスト
※括弧内は日本語吹替。
- ガエル・ガルシア・ベルナル - モイセス（半田裕典）
- ジェフリー・ディーン・モーガン - サム（菅生隆之）
- アロンドラ・イダルゴ - アデラ
- ディエゴ・カターニョ - メカス
- マルコ・ペレス - ロボ
- オスカー・フローレス - ラミロ
- デヴィッド・ロレンゾ - ユリシーズ
- ブッチ・マケイン - ラジオ番組の司会者
- リュー・テンプル - 国境警備隊員

## 公開・マーケティング
2015年9月13日、本作は第40回トロント国際映画祭でプレミア上映された。10月6日、STXエンターテインメントが本作の全米配給権を購入したとの報道があった。12月23日、本作のオフィシャル・トレイラーが公開された。

## 評価
本作は批評家から好意的に評価されている。映画批評集積サイトのRotten Tomatoesには88件のレビューがあり、批評家支持率は63%、平均点は10点満点で5.71点となっている。サイト側による批評家の見解の要約は「『ノー・エスケープ 自由への国境』の主題は観客の思考を喚起するものであり、その視点は新鮮なものである。しかし、不運なことに、それらの強みは先の読めるプロットと薄っぺらい登場人物によって相殺されている。」となっている。また、Metacriticには24件のレビューがあり、加重平均値は51/100となっている。
本作は第40回トロント国際映画祭でFIPRESCI賞（スペシャル・プレゼンテーション部門）を受賞した。